# Eucarazzia elegans
Eucarazzia elegans är en insektsart. Eucarazzia elegans ingår i släktet Eucarazzia och familjen långrörsbladlöss. Inga underarter finns listade i Catalogue of Life.